# Casilicios de Torrebaja
Los casilicios de Torrebaja son pilones devocionales situados en distintos puntos del municipio de Torrebaja, incluida la pedanía de Torrealta (Valencia), en la provincia de Valencia (Comunidad Valenciana, España).

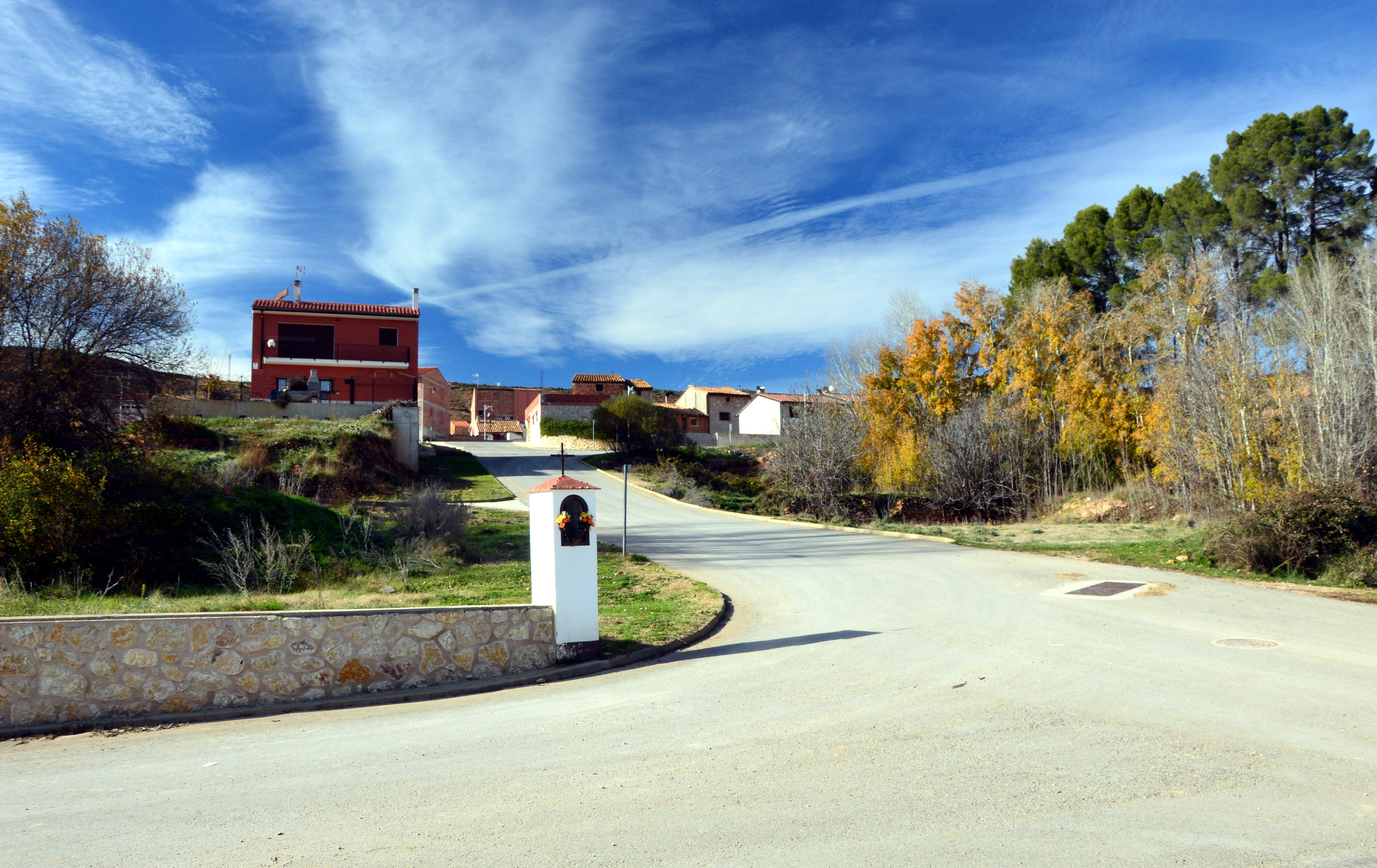
Casilicio de la Virgen del Pilar en Torrebaja, situado en el cruce de la bajada del Pasillo y la calle Fuentecillas (2018).

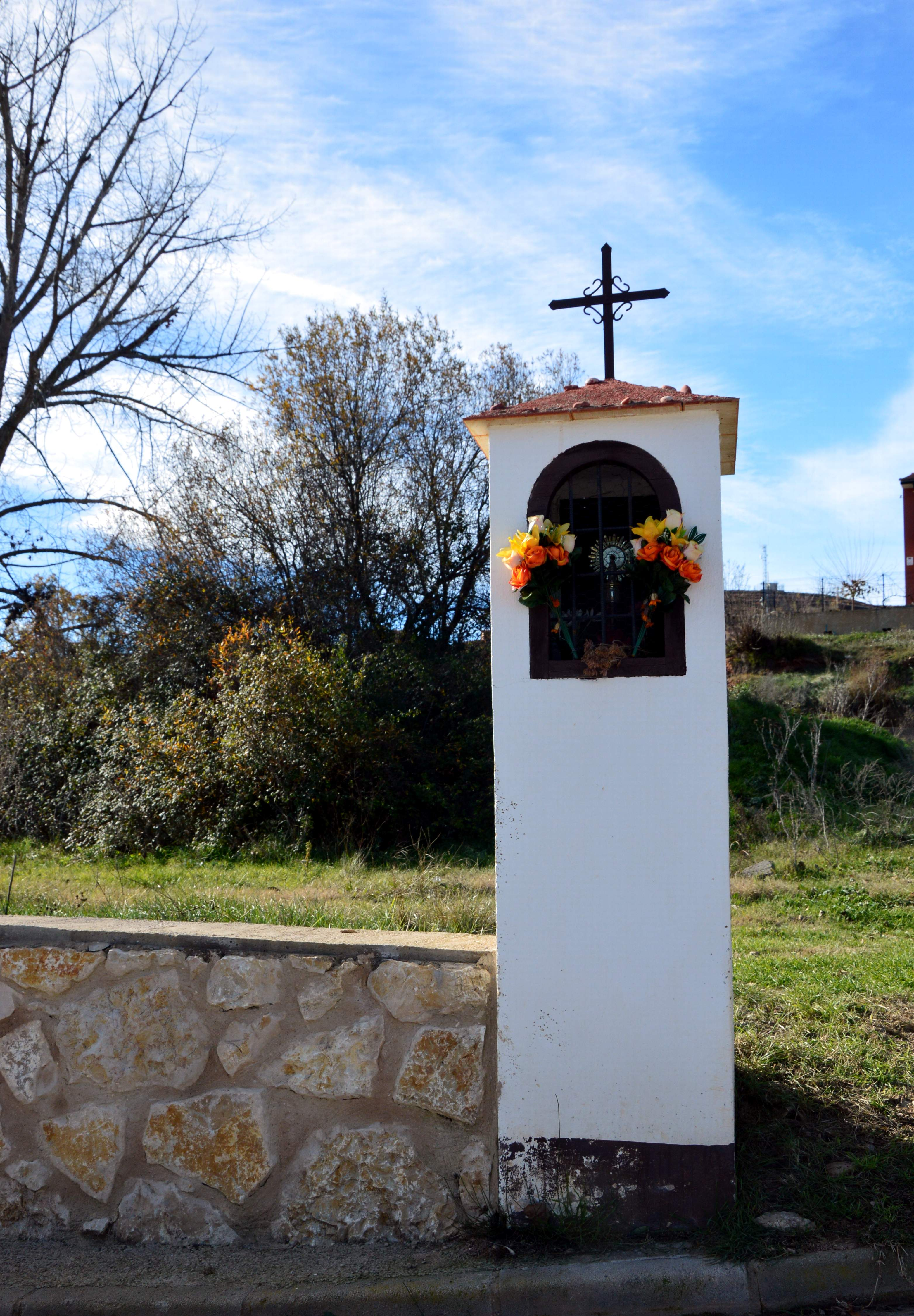
Pilón de la Virgen del Pilar en Torrebaja, situado en el cruce de la bajada del Pasillo y la calle Fuentecillas (2018).

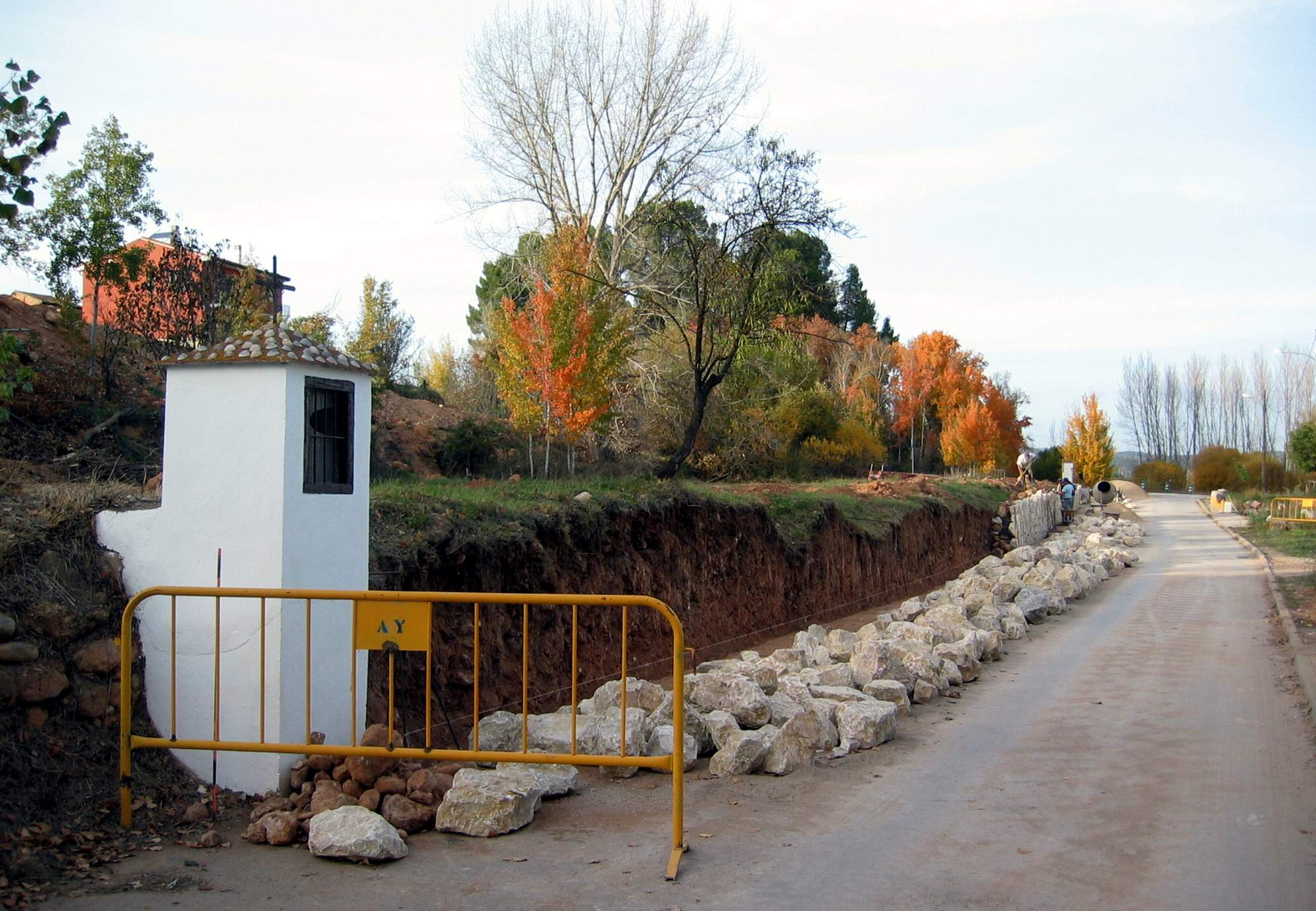
Detalle del casilicio de San Antonio de Padua en las Casas de la Venta en Torrebaja, desaparecido al construirse el muro de piedra (2014).

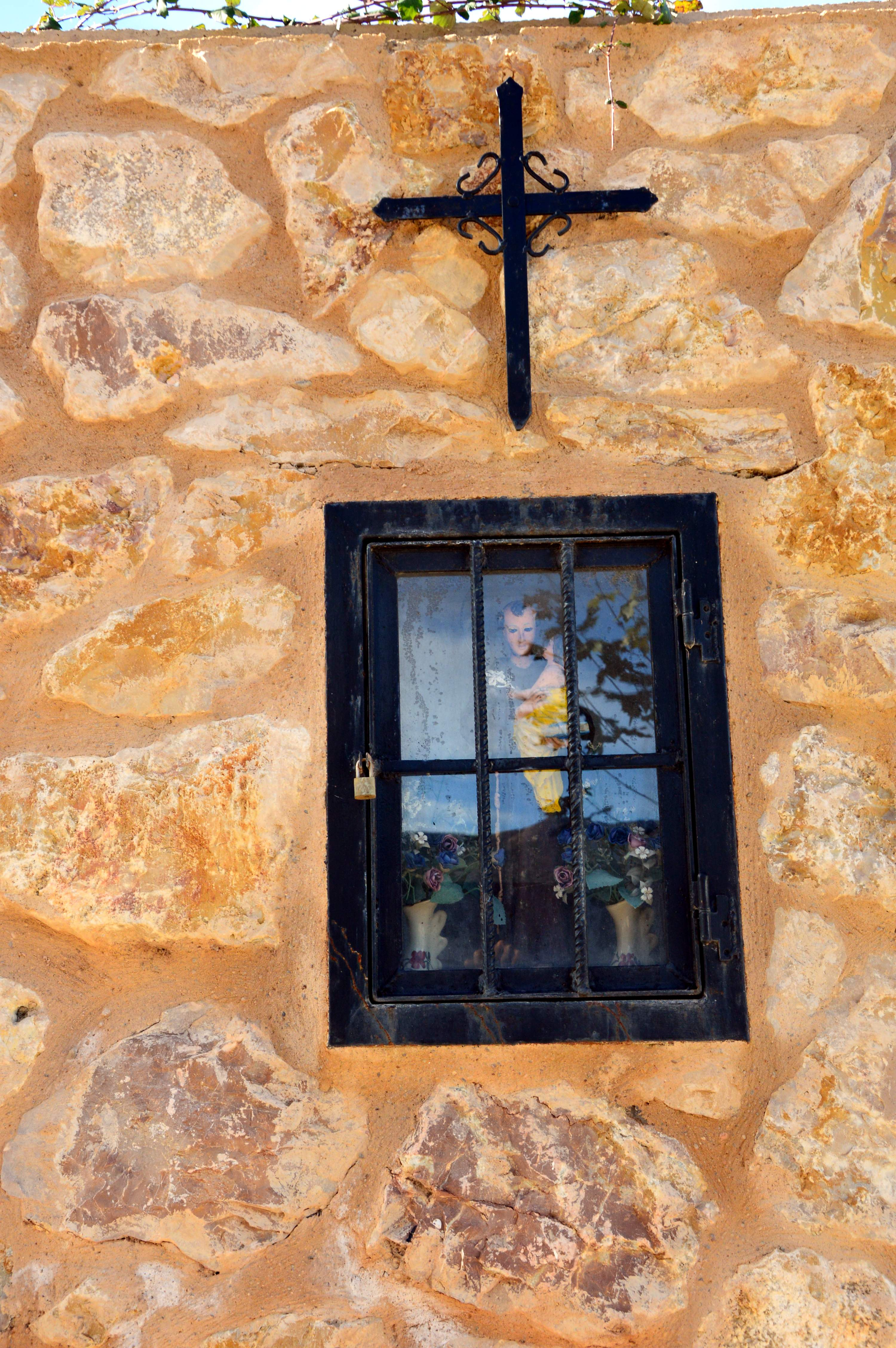
Detalle de la hornacina de San Antonio de Padua frente a las «Casas de la Venta» en Torrebaja, en sustitución del antiguo pilón, demolido para la construcción del muro (2018).

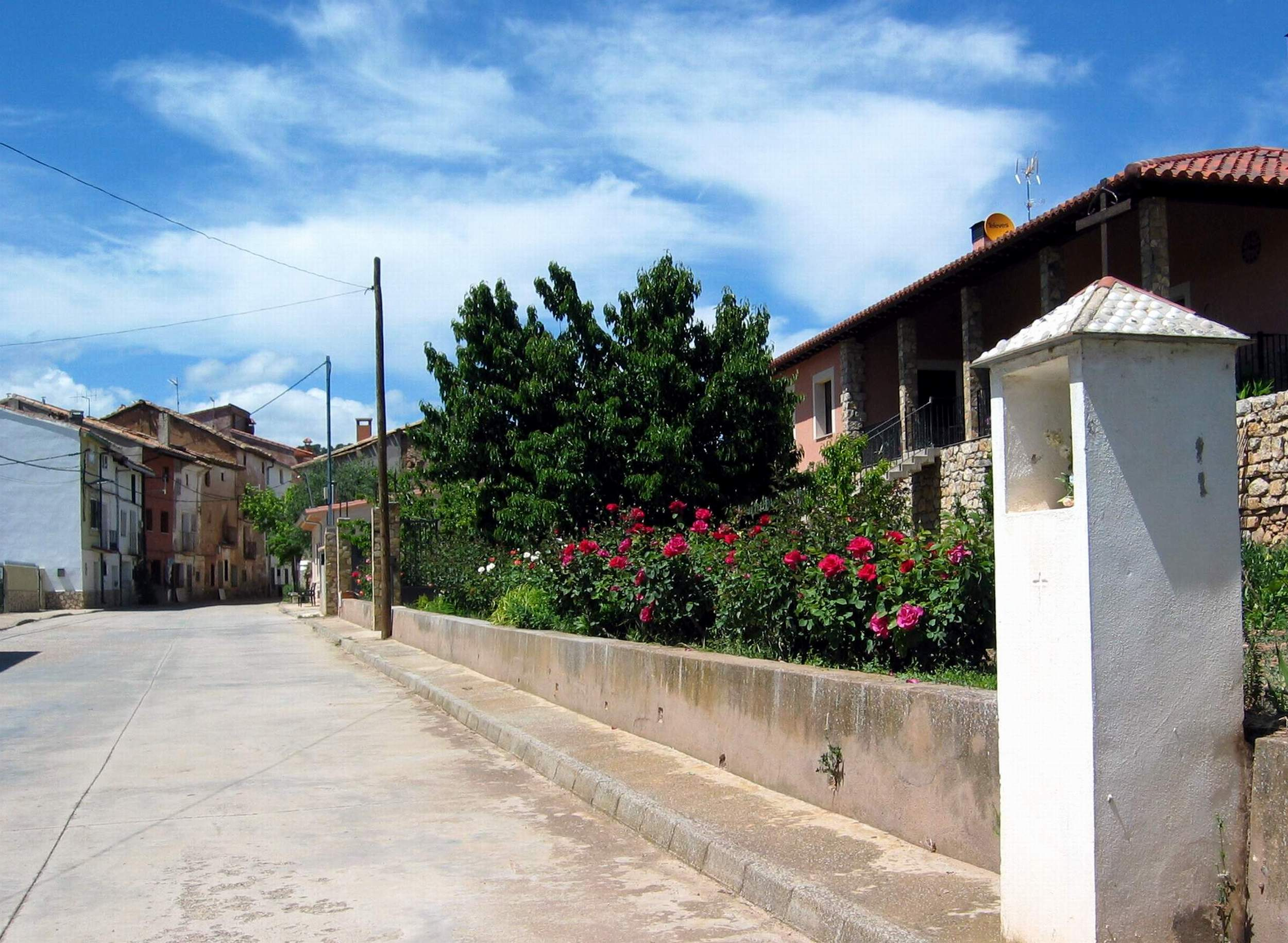
Detalle del casilicio de San Antonio Abad en la calle del Remedio en Torrealta, 2013.

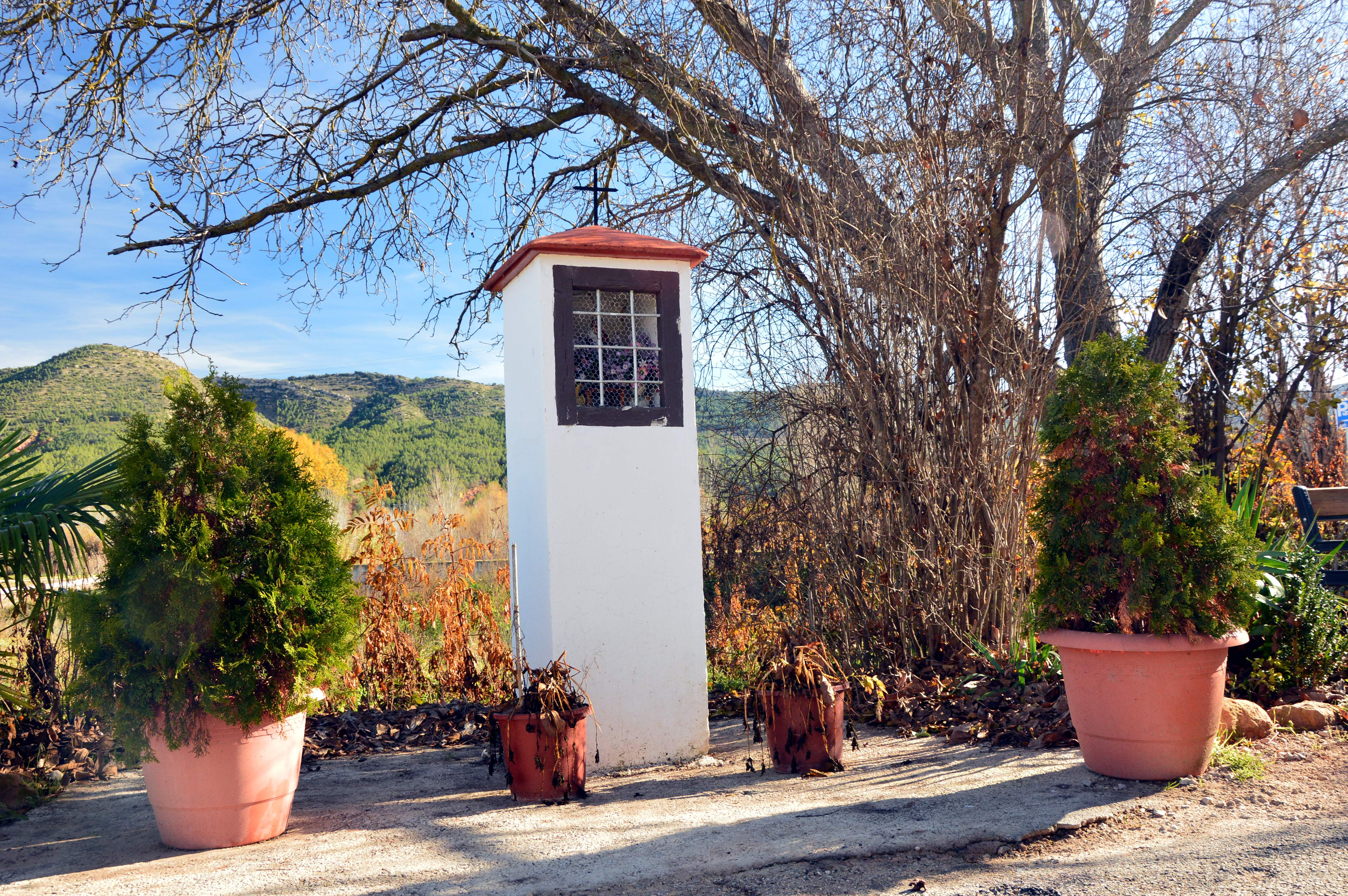
Casilicio de San Antonio de Padua, en Torrebaja (2018).

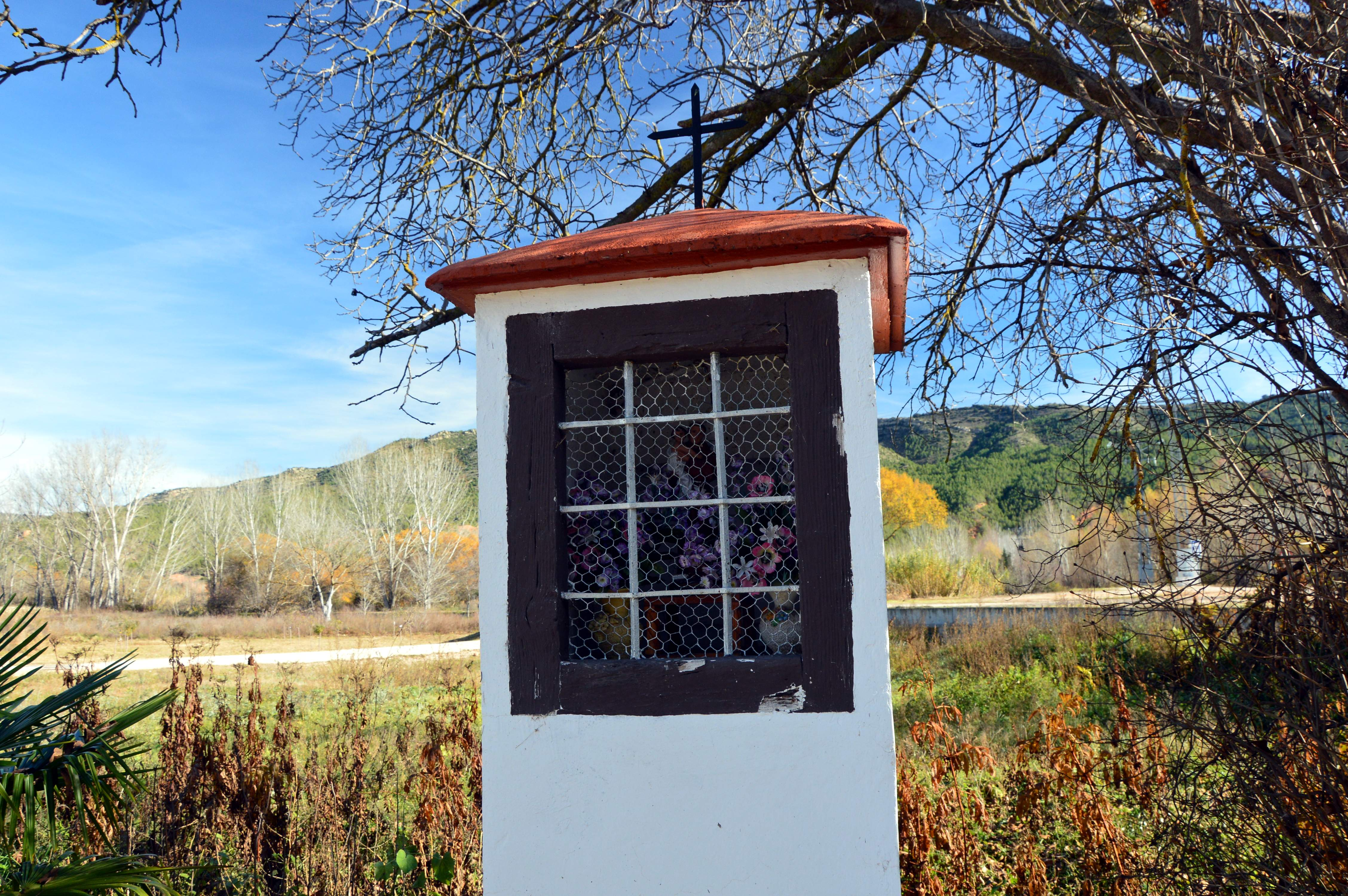
Detalle de la hornacina del pilón de San Antonio de Padua en Torrebaja (2018).

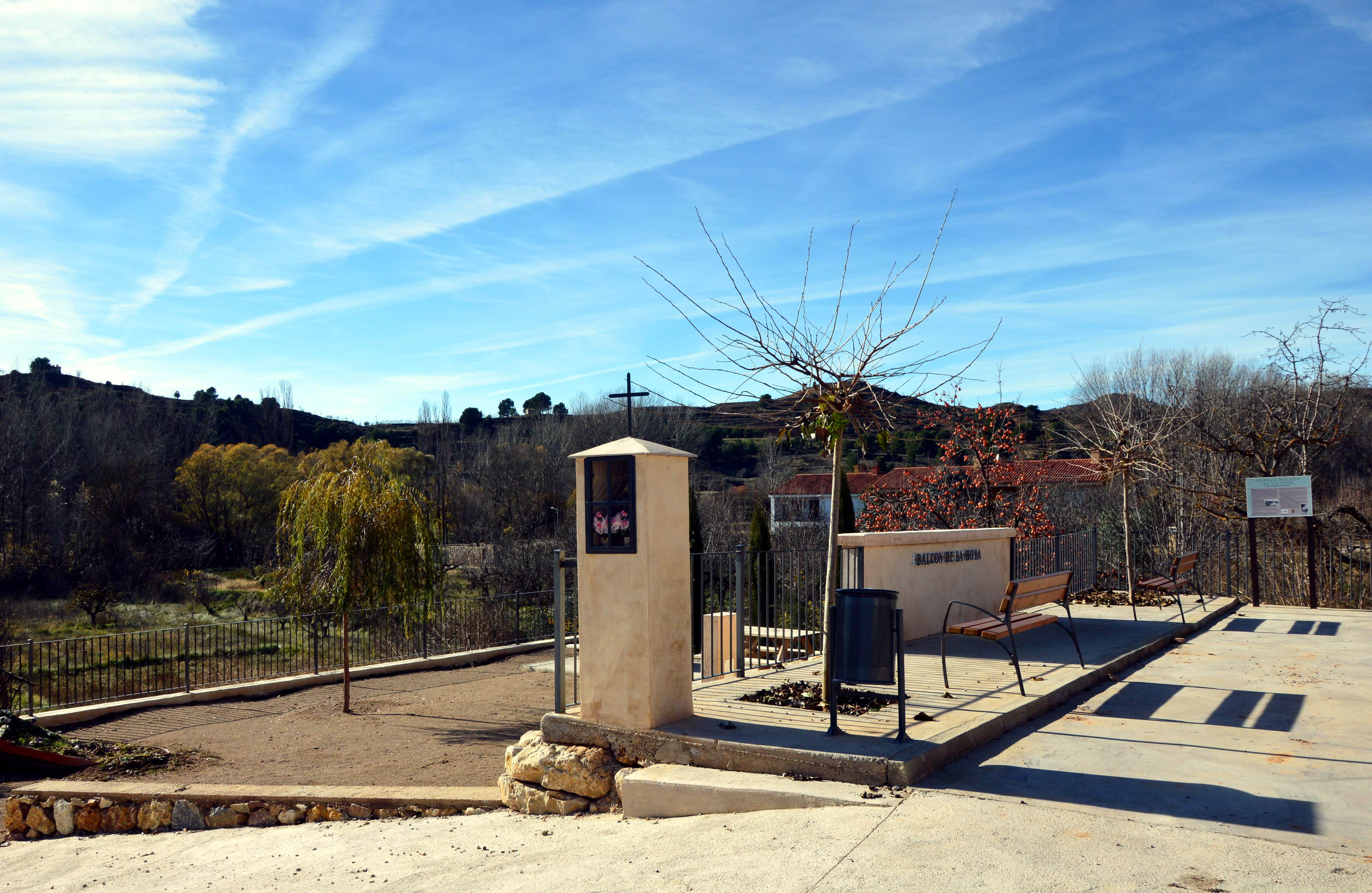
Casilicio de Santa Bárbara en el solar del antiguo cementerio de su nombre en Torrebaja (2018.

La expresión casilicio es una alteración de «casalicio»,- Propiamente, la elocución constituye un localismo o regionalismo de la España oriental, particularmente en Aragón y Valencia.

## Historia
Emparentados conceptualmente con las cruces de término, y otros elementos arquitectónicos (cruceros, esconjuraderos, humilladeros, peirones o pairones, santucos) que se colocaban a la entrada de las localidades (ciudades, pueblos, villas, lugares) como expresión de la piedad popular, para facilitar la práctica religiosa de viajeros y caminantes, y buscando su protección.
Vicente Badía Marín hacer referencia a los casilicios existentes en Torrebaja a principio de los años cincuenta, los define como «una de las típicas manifestaciones religiosas de la comarca, y particularmente de Torre Baja, que honra de esta manera a sus santos predilectos». El mismo autor recoge unas letras populares, en las que se vincula los casilicios con las ermitas locales:

San Antonio está en el río/ y San José en los Villares./ Santa Marina en la Torre/ y San Roque en los Pajares

Cuando dice «San Antonio está en el río» se refiere al pilón de San Antonio de Padua, situado a la entrada de la población por el sureste, junto al río Ebrón. Cuando dice «San José en los Villares», se refiere a la Ermita de San José, situada en la partida de Los Villares. Cuando dice «Santa Marina en la Torre» se refiere a la Iglesia de Santa Marina Virgen, situada en el centro del pueblo; y cuando dice «San Roque en los Pajares», se refiere a la Ermita de San Roque, situada en Los Pajares, barrio situado en la parte alta, al poniente de la localidad. Respecto del pilón de San Antonio de Padua, comenta:

«Cuenta la tradición que la citada imagen desaparecía durante el sorteo de los mozos para las quintas y reaparecía transcurrido este periodo. Parece que alguna de las madres cuyos hijos llegaban a la edad del servicio militar, se apoderaban de la imagen que tenía la virtud de librar al mozo en cuya casa se albergaba».
Torre Baja, mi pueblo, Vicente Badía Marín

Respecto del casilicio de la Virgen del Pilar, cabe decir que durante la Revolución española de 1936 «la primitiva imagen desapareció y el casilicio fue derribado». Tras la contienda se adquirió una imagen nueva  con la idea de colocarla donde estuvo la antigua, pues «los vecinos de los predios riebereños han contraído el compromiso de construir el nuevo pilón o casilicio, y la imagen depositada en la Parroquia será reinstaurada».

## Censo de casilicios: advocación y ubicación
En la localidad de Torrebaja hay censados actualmente cinco casilicios:
- Casilicio de Santa Bárbara (paseo de la Presa): Pilón de obra situado en el paseo de la Presa del Ebrón, en posición occidental respecto de la población. El antiguo pilón se hallaba frente a las tapias del viejo «cementerio de Santa Bárbara». Actualmente se ha repuesto, colocándose junto al Balcón de la Hoya, mirador situado sobre el solar del viejo camposanto.[6]

- Casilicio de San Antonio de Padua (casas de La Venta): hornacina con puerta metálica y encristalada, situada frente a las Casas de la Venta, en posición septentrional respecto de la población. Contiene imagen en escayola policromada de san Antonio de Padua. Hasta la construcción del muro donde hoy se inserta la hornacina, había en el lugar un pilón de obra encalado con cubierta de tejadillo a cuatro aguas y cruz de forja.[7]

- Casilicio de San Antonio de Padua (calle Cantón): pilón de obra encalado con hornacina rejada, situado en posición suroriental respecto de la población (en la ronda de San Antonio, al comienzo de la calle Cantón), que antaño formaba parte del Camino Viejo de Ademuz a Teruel.[7]

- Casilicio de la Virgen del Carmen (Cementerio Municipal): pilón de obra con hornacina rejada, situado en el Cementerio Municipal. Colocado por iniciativa municipal, contiene una imagen es escayola policromada de la Virgen del Carmen, patrona de las almas del Purgatorio.

- Casilicio de la Virgen del Pilar (bajada del Pasillo): pilón de obra encalado, con hornacina rejada cubierta con tejadillo a cuatro aguas y cruz de hierro. Se halla en posición septentrional respecto de la población, en la confluencia de la bajada del Pasillo y la calle Fuentecillas.[7]

Según la tradición antigua, cuando un vecino devoto pasaba frente a alguno de estos pilones o casilicios, invocaba al santo del pilón diciendo por ejemplo: San Antonio bendito, ruega por nosotros. El acompañante, si lo llevaba, respondía: Para que seamos dignos de alcanzar las promesas de Nuestro Señor Jesucristo. Amén.
En el núcleo urbano de Torrealta, pedanía de Torrebaja, existen tres casilicios de fábrica moderna, basados en un pilar de obra encalado con hornacina cubierta con tejadillo a cuatro aguas, y cruz de hierro. Las hornacinas contienen imágenes pintadas en ladrillos cerámicos, obra de E. Blanco (s/f):
- Casilicio de San Antonio Abad: situado en la entrada meridional.
- Casilicio de San Roque: situado en la entrada meridional.
- Casilicio de la Virgen del Carmen: situado en la entrada septentrional.

## Hornacinas desaparecidas
Además de los pilones y casilicios reseñados, existieron en Torrebaja varias hornacinas en las fachadas de algunas casas particulares:
- Virgen del Pilar: en la calle Zaragoza.
- San Antonio (tres hornacinas): una en la calle Fuentecilla (antaño conocida como «calle de la Venta»), desaparecida durante la guerra civil española, otra en la calle San Roque y otra más en la calle del Rosario.
- Virgen del Rosario: en la calle del Rosario.

## Galería

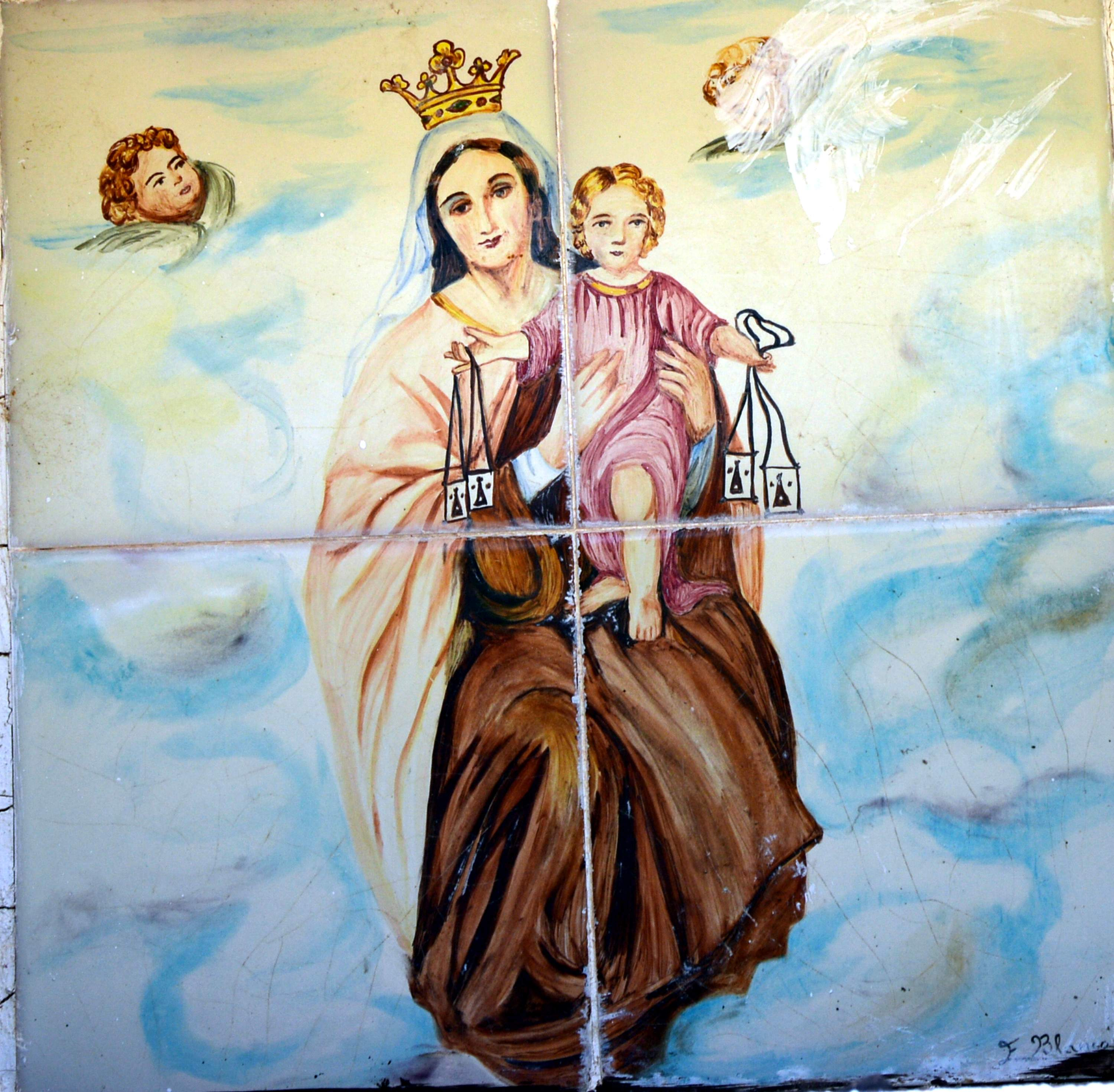
Detalle de plafón cerámico con la imagen de la Virgen del Carmen en el pilón de su advocación en Torrealta, 2016.
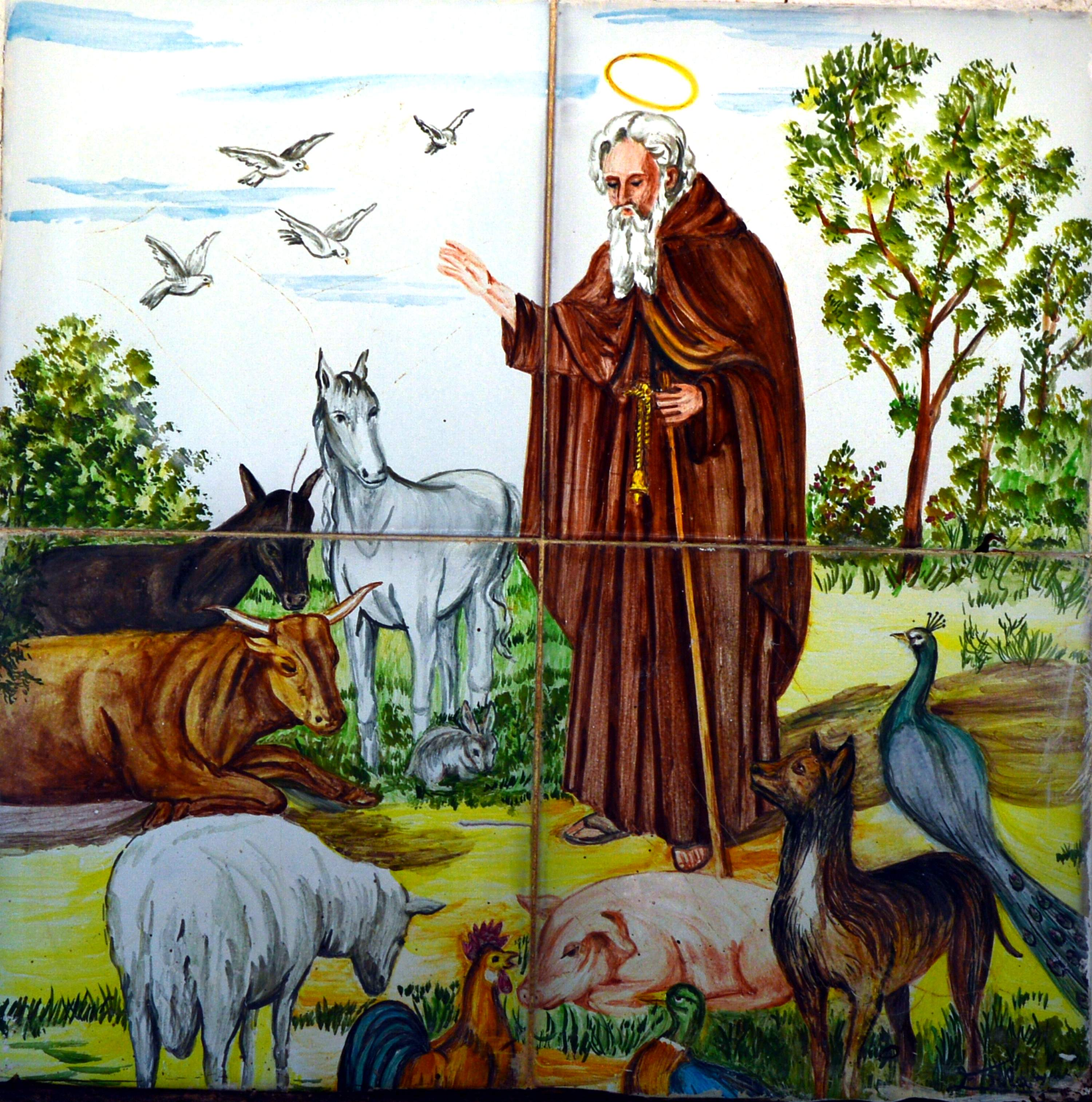
Detalle de plafón cerámico con la imagen de san Antonio Abad en el pilón de su advocación en Torrealta, 2016
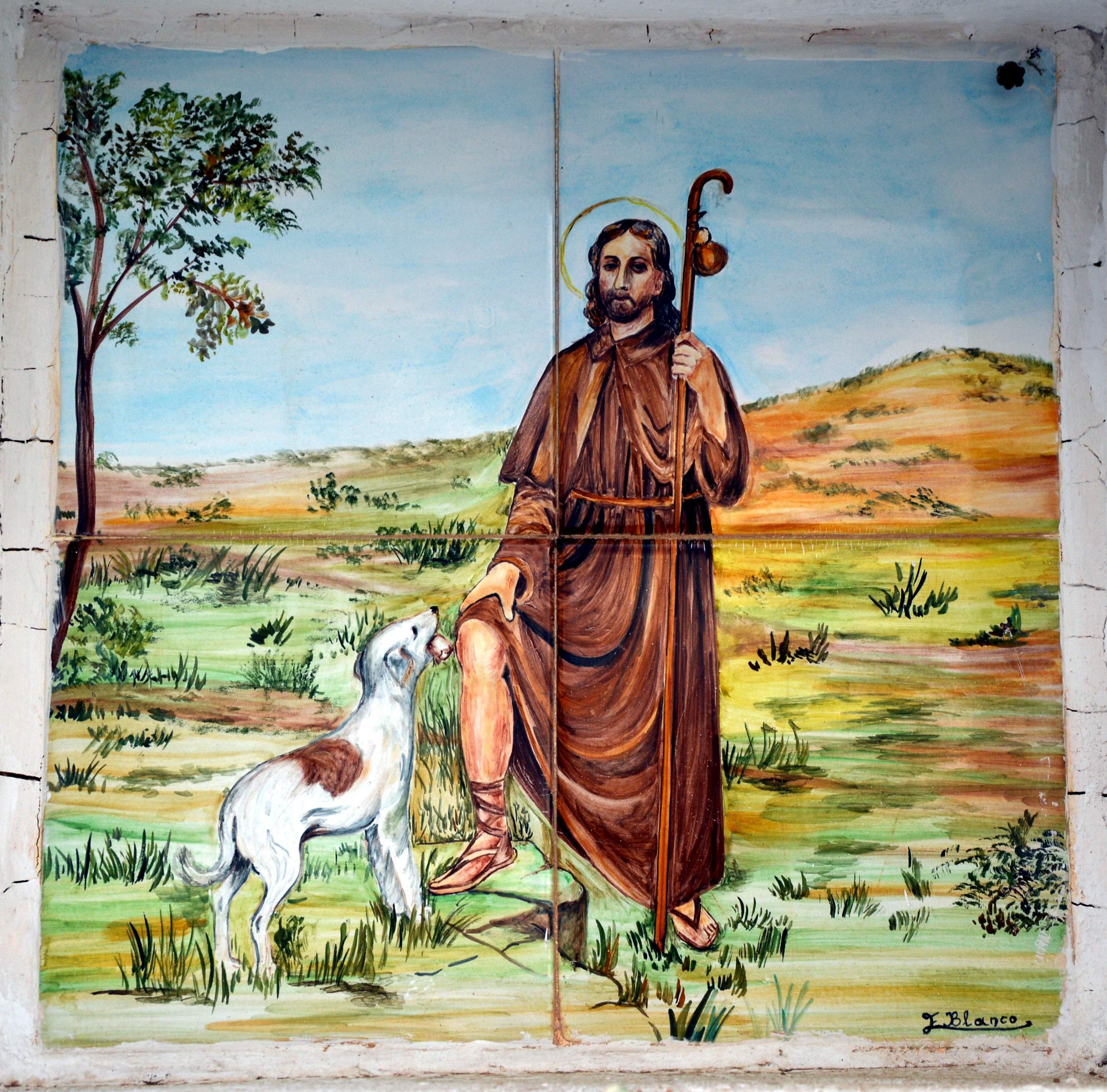
Detalle de plafón cerámico con la imagen de san Roque en el pilón de su advocación en Torrealta, 2016.